# 蕭淵猷
臨汝靈侯蕭淵猷（5世紀—533年10月2日），南蘭陵郡蘭陵縣人，南朝梁長沙宣武王蕭懿之子。

## 生平
天監初，蕭淵猷以王子例封臨汝縣開國侯，食邑五百戶。後出京擔任吳興太守，在任內常以酒醉後祝禱的形式與楚王廟神交流。
普通二年（521年），蕭淵猷遷任益州刺史，任內頗為僭濫，在客筵內放置香凳以代替連榻。江陽人齊苟兒發動叛亂後，聚眾十萬攻打州城成都。蕭淵猷見兵糧耗盡、人有異心，於是祝禱神靈求救，後大破齊苟兒。因齊苟兒反叛，蕭淵猷嘲諷擔任益州別駕的廣漢人羅研，說「卿蜀人樂禍貪亂，一至於此」，卻遭其反駁。
普通六年（525年），蕭淵猷派遣屬將樊文熾、蕭世澄等率兵數萬圍攻北魏小劍戍，被北魏益州刺史邴虯之子邴子達、西南道行臺別將淳于誕擊退，損兵上萬，蕭世澄等十一位將領被擒獲，樊文熾因率先逃回才未被擒獲。蕭淵猷因兵敗，被梁武帝徵還，由鄱陽王世子蕭範接任益州刺史。
蕭淵猷入朝後，歷任侍中、太子詹事等職，因自己在益州的行為被梁武帝得知而憂愧成疾。中大通三年六月丁未（531年7月8日），起任中護軍。中大通五年八月甲申（533年10月2日），蕭淵猷去世，因常“與神交”而被謚為靈侯。

## 子
- 蕭韶，字德茂，上甲縣都鄉侯→長沙蕃王
- 蕭駿，字德款，南安鄉侯[13]